# Next (álbum de Sevendust)
Next es el quinto álbum de estudio de la banda de metal alternativo estadounidense Sevendust. Es el primer álbum sin Clint Lowery, fue reemplazado el guitarrista de Snot de Sonny Mayo.

## Listado de canciones
| N.º | Título            | Duración |  |
| 1.  | «Hero»            | 3:47     |  |
| 2.  | «Ugly»            | 4:10     |  |
| 3.  | «Pieces»          | 3:04     |  |
| 4.  | «Silence»         | 3:59     |  |
| 5.  | «This Life»       | 4:36     |  |
| 6.  | «Failure»         | 3:45     |  |
| 7.  | «See and Believe» | 4:11     |  |
| 8.  | «The Last Song»   | 3:52     |  |
| 9.  | «Desertion»       | 3:20     |  |
| 10. | «Never»           | 4:03     |  |
| 11. | «Shadows In Red»  | 4:28     |  |

- Datos: Q3279021